# La lettera scarlatta (film 1995)
La lettera scarlatta (The Scarlet Letter) è un film drammatico del 1995 diretto da Roland Joffé e scritto da Douglas Day Stewart.
Interpretato tra gli altri da Demi Moore, Gary Oldman e Robert Duvall, è ispirato al romanzo di Nathaniel Hawthorne La lettera scarlatta.

## Trama
Nel 1667 Hester Prynne, moglie di un colono partito in una guerra contro i Nativi Americani, arriva nel Massachusetts. Qui conosce il reverendo Arthur Dimmesdale e i due scoprono di amarsi, ma decidono di respingere i loro sentimenti. Quando il marito di Hester, Roger, viene dato per disperso, Hester e Arthur si confessano il loro amore e diventano amanti.
Qualche mese dopo, Hester è rimasta incinta ed il marito Roger, rivelatosi ancora vivo, ritorna a casa; la donna viene processata per adulterio, e si rifiuta di rivelare il nome del padre, venendo dapprima incarcerata e successivamente bollata sui vestiti con l'infamante lettera A di adultera. A seguito di ciò viene derisa dai suoi compaesani ed un ragazzo è incaricato di pedinarla suonando un tamburo.
Deciso a trovare la sua vendetta, Roger viene a conoscenza della relazione tra Hester e Arthur. Un colono tenta di violentare Hester, ma viene respinto e sfregiato, per poi essere ucciso da Roger, appostatosi nelle vicinanze, convinto che fosse in realtà Arthur. Roger si suiciderà il giorno seguente per il rimorso.
Arthur rivela la sua paternità in pubblico, atto che scatena la sua stessa condanna a morte, ma in quel momento i coloni dichiarano guerra agli indiani e, nel caos della battaglia, Arthur ed Hester riescono a mettersi in salvo. Seppellito e onorato il corpo del marito, Hester può finalmente stare con Arthur, con cui può cominciare una nuova vita in Carolina.
(citazione finale)

## Accoglienza

### Incassi
Il film al botteghino si rivelò un flop, dato che incassò soltanto 10 300 000 dollari nelle prime otto settimane contro i 50 milioni di budget spesi.

## Riconoscimenti
- 1996 - MTV Movie Awards
  - Candidatura Attrice più attraente a Demi Moore
- 1995 - Razzie Awards
  - Peggior remake o sequel a Roland Joffé e Andrew G. Vajna
  - Candidatura Peggior film a Roland Joffé e Andrew G. Vajna
  - Candidatura Peggior regista a Roland Joffé
  - Candidatura Peggior attrice protagonista a Demi Moore
  - Candidatura Peggior attore non protagonista a Robert Duvall
  - Candidatura Peggior coppia a Demi Moore e a scelta tra Robert Duvall oppure Gary Oldman
  - Candidatura Peggior sceneggiatura a Douglas Day Stewart
- 1996 - Political Film Society
  - Candidatura Premio per i diritti umani
  - Candidatura Premio per la pace